# قرصنة بيولوجية

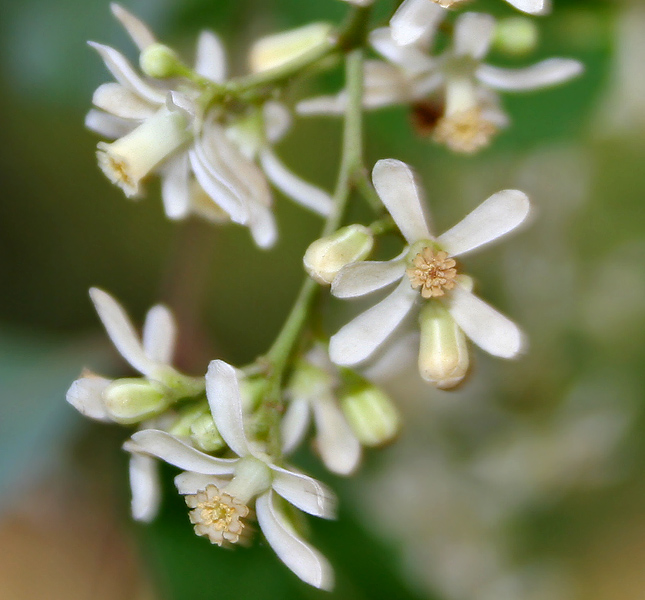

القرصنة البيولوجية مصطلح حديث نسبيا وظاهرة ارتبطت بظهور الشركات الصيدلية والكيميائية الكبرى. وهي مفردة تعني اصطلاحيا سعي هذه الشركات إلى الاستحواذ على حقوق استعمال مادة طبيعية معينة أو طريقة إنتاجها واستغلال ذلك تجاريا، مما يعني في كثير من الأحيان الاستحواذ على معارف الشعوب في مجال الطب التقليدي أو الزراعة التقليدية أو حتى في حقهم في تسمية منتوجهم كما كانوا يسمونه منذ قرون، وذلك عن طريق السعي إلى امتلاك حقوق تسويق أسماء معينة. كما فعلت شركة أمريكية حيث حاولت الحصول على حق تسويق علامة بسماتي، التي هي في الحقيقة اسم لنوع من الأرز معروف ومستعمل في الهند وباكستان. وفي حال تمكنت هذه الشركة من طلبها فإنه كان على الهنديين أن يطلقوا اسما جديدا على أرزهم أو دفع أموال طائلة لاستعمال هذا الاسم. إلا أن الهند رفعت دعوى ضد الشركة وكسبتها. 
ولعل الأمر يكتسي خطورة أكبر عندما يتحول الأمر إلى احتكار طرائق تقليدية في العلاج أي أنه مثلا لا يسمح باستعمال أي عقار يحتوي على المادة X في مداوات المرض Y إذا كانت الشركة قد سجلت براءة اختراع في مداواة Y ب X ، أو أنه لا يسمح لك باستعمال بذور معينة في فلاحتك لأن شركة ما قد قامت بتسجيل براءة اختراع في هذه البذور أي أنها حولتها جينيا وهي لم تقم بذلك إلخ... 
ومن أنشط البلدان في هذا الميدان الولايات المتحدة الأمريكية التي تعتبر تشريعاتها في هذا المجال فضفاضة بعض الشيء مما يسهل طلب وعمل براءات على أشياء كثيرة قد لا يمكن عمل براءات عليها وقد تقع تحت الملكية العالمية أو البشرية. والمثير للاهتمام حادثة وقعت مع شركة باير الألمانية، ففي حين كانت الولايات المتحدة ترفض تصنيع دواء منسوخ في علاج الإيدز لإفرقيا بشكل قاطع مستندة في ذلك على حق الملكية لفكرية وبراءة الاختراعات فقد أرغمت الولايات المتحدة هذه الشركة على تزويدها بعقارات مضادة للأسلحة الجرثومية بعد أحداث 11 سبتمبر بسعر بخس جدا بتهديدها أنه إذا لم تخفض السعر فإنها ستلقي قانون الملكية الفكرية جانبا وستعطي الترخيص لشركات أخرى لتصنيعه بأبخس الأثمان.
أهمية مكافحة القرصنة البيولوجية
لا تقتصر مكافحة القرصنة البيولوجية على حقوق براءات الاختراع والمال فحسب، بل على الحفاظ على التنوع البيولوجي أيضا. فهذا الأمر بات ضروريا لامتلاك الشعوب الأصلية معرفة واسعة وفهما للطبيعة. وهو ما دفع باليونسكو وغيرها من المؤسسات الآن للاعتراف بدور الشعوب الأصلية باعتبارها جهات مهمة لحفظ التنوع البيولوجي.غير أن الاتفاقات الدولية التي يفترض أنها جاءت لضمان حصول الشعوب الأصلية على تقاسم عادل للمنافع للاستفادة من مواردها الجينية، نرى أن ذلك نادرا ما يحقق النتائج المرجوة على المستوى العملي. يأتي هذا بسبب غياب الإرادة لدى السياسيين وقطاع الصناعة لتنظيم دفع التعويضات. وهو ما أدى إلى تفشي القرصنة البيولوجية؛ خاصة فيما يسمى بالنقاط الساخنة للتنوع البيولوجي، وهي المناطق الغنية بالأنواع في جنوب الكرة الأرضية.

## وصلات خارجية
- Out of Africa: Mysteries of Access and Benefit-Sharing - a 2006 report on biopiracy in Africa by The Edmonds Institute
- Cape Town Declaration - Biowatch South Africa
- Genetic Resources Action International (GRAIN)
- Third World Network (TWN)
- Indian scientist denies accusation of biopiracy - SciDev.Net
- African 'biopiracy' debate heats up - SciDev.Net
- Bioprospecting: legitimate research or 'biopiracy'? - SciDev.Net
- ETC Group
- Richard Stallman on Biopiracy
- Biopirates in the Americas - By Carmelo Ruiz-Marrero, AlterNet (June 3, 2003).
- The US Patent System Legalizes Theft and Biopiracy - By Vandana Shiva.
- Who Owns Biodiversity, and How Should the Owners Be Compensated?, Plant Physiology, April 2004, Vol. 134, pp. 1295–1307
- Captain Hook Awards
- Review article on bioprospecting from The Science Creative Quarterly
- Heald, Paul J. (2001), "'Your Friend in the Rain Forest': An Essay on the Rhetoric of Biopiracy". Available at SSRN: http://ssrn.com/abstract=285177 or DOI: 10.2139/ssrn.285177
- Traditional Ecological Knowledge Prior Art Database